# Laski (województwo podlaskie)
Laski – wieś w Polsce położona w województwie podlaskim, w powiecie łomżyńskim, w gminie Zbójna.
| SIMC    | Nazwa     | Rodzaj    |
| ------- | --------- | --------- |
| 0412429 | Bandzulka | część wsi |

Wierni kościoła rzymskokatolickiego należą do parafii św. Wincentego á Paulo w Zbójnej.

## Historia
W latach 1921–1939 wieś leżała w województwie białostockim, w powiecie kolneńskim (od 1932 w powiecie ostrołęckim), w gminie Gawrychy.
Według Powszechnego Spisu Ludności z 1921 roku zamieszkiwało tu 328 osób, 315 było wyznania rzymskokatolickiego a 13 mojżeszowego. Jednocześnie 322 mieszkańców zadeklarowało polską przynależność narodową a 6 żydowską. Były tu 64 budynki mieszkalne. Miejscowość należała do parafii rzymskokatolickiej w m. Dobry Las. Podlegała pod Sąd Grodzki w Kolnie i Okręgowy w Łomży; właściwy urząd pocztowy mieścił się w m. Zbójna.
W wyniku agresji Niemiec we wrześniu 1939, miejscowość znalazła się pod okupacją niemiecką. Została włączona w skład III Rzeszy.
W latach 1975–1998 miejscowość administracyjnie należała do województwa łomżyńskiego.